# الإسلام في سيبريا

## المحور الأول
سيبريا تجاور إقليم وسط آسيا أو التركستان ، وكان من الطبيعي أن يتخد الدعاة المسلمون طريقهم إلى سيبريا ، منذ أن ساد الإسلام وسط آسيا ، فحاول الدعاة نشر الإسلام بين القبائل البدائية التي كانت تعيش في سيبريا ، وأمام قسوة الظروف المناخية في سيبريا استشهد هؤلاء الدعاة ، وعندما خضعت سيبريا للحكم الإسلامي في عهد (كوتشيم ) في سنة (978 هـ - 1570 م ) استقدم علماءالإسلام من بخارى لتعليم سكان سيبريا قواعد الإسلام .

## المحور الثاني
المحور الغربي القادم من قازان عاصمة جمهورية تتارستان الروسية حاليا ، فلقد قدم التجار منها إلى سيبريا ، وظل المحور نشطاً حتي بعد سقوط دولة كوتشيم خان ، ورغم احتلال روسيا القيصرية ظلت الدعوة الإسلامية في تقدم بين سكان سيبريا فيما بين نهري اترش واوب . ودأب علماء الدعوة الإسلامية على نشرها واستمر قدومهم من بخاري وسمرقند وقازان إلى سيبريا في عهد القياصرة .

## المحور الثالث
تمثل في الجماعات الإسلامية الذين نفاهم الروس القياصرة أوالسوفيات في العصر الحديث إليها ، فلقد نقلوا شعوباً بأكملها من التتار ومن التركستانيين إلى سيبريا وكان من الطبيعي أن يشد هذا من أزر الدعوة الإسلامية رغم أن الهدف من النفي غير ذلك ،وفي عهد السوفيات نقل في أعقاب الحرب العالمية الثانية أكثر من مليون وثلث المليون من الشعوب الإسلامية إلى سيبريا مما دعم هذا انتشار الإسلام .

ولما صدرفي روسيا القيصرية قانون التسامح الديني في سنة (1323 هـ - 1905 م ) دخل الناس في الإسلام أفواجا ، وعاد للإسلام من نصرتهم الكنيسة الروسية إجبارياً ، وقد بدأت صحوة إسلامية في هذه المنطقة بعد أن أعلنت السلطات السوفياتية مبدأ التسامح مع الأديان فنشط المسلمون في إقامة المساجد والمدارس الإسلامية . وتتبع سيبريا الإدارة الدينية لمسلمي روسيا الأوروبية وسيبريا .
المصدر : الأقليات المسلمة في آسيا وأستراليا – سيد عبد المجيد بكر .